# Kasachstan-Wühlmaus
Die Kasachstan-Wühlmaus (Microtus ilaeus) ist eine Nagetierart aus der Gattung der Feldmäuse (Microtus) innerhalb der Wühlmäuse (Arvicolinae). Sie kommt in weiten Teilen Asiens von Afghanistan über Kasachstan, Kirgisistan, Tadschikistan und Usbekistan bis in die Volksrepublik China vor.

## Merkmale
Die Kasachstan-Wühlmaus erreicht eine Kopf-Rumpf-Länge von 10,0 bis 12,7 Zentimetern mit einem Schwanz von 3,2 bis 4,8 Zentimetern Länge. Die Hinterfußlänge beträgt 17 bis 20 Millimeter, die Ohrlänge etwa 12 Millimeter. Das Rückenfell ist blass gräulich braun, das Bauchfell sandfarben grau. Der Schwanz ist oberseits blassbraun, unterseits weiß. Die Oberseiten der Hände und Füße sind weiß.
Der Schädel hat eine Länge von etwa 29 Millimetern. Der hintere Teil des ersten unteren Molaren besitzt sowohl an der Zungen- wie auch der Lippenseite tiefe Schmelzfalten.

## Verbreitung
Die Kasachstan-Wühlmaus kommt in weiten Teilen Asiens von Afghanistan über Kasachstan, Kirgisistan, Tadschikistan und Usbekistan bis in die Volksrepublik China vor. In China ist sie nur im Norden von Xinjiang im Tian Shan anzutreffen.

## Lebensweise
Über die Lebensweise der Kasachstan-Wühlmaus liegen nur sehr wenige Informationen vor. Sie lebt in Waldgebieten, Waldsteppen und Gebüschen. Wie andere Feldmäuse ernährt sie sich herbivor.

## Systematik
Die Kasachstan-Wühlmaus wird als eigenständige Art innerhalb der Feldmäuse (Microtus) eingeordnet, die aus mehr als 60 Arten besteht. Die wissenschaftliche Erstbeschreibung stammt von dem britischen Zoologen Oldfield Thomas, der die Art 1912 anhand von Individuen vom Össek aus dem Gebiet um Scharkent in Kasachstan beschrieb. Sie wurde lange als Unterart der Feldmaus (Microtus arvalis) angesehen, wird heute jedoch als eigenständige Art der Untergattung Microtus innerhalb der Feldmäuse eingeordnet.

## Status, Bedrohung und Schutz
Die Kasachstan-Wühlmaus wird von der International Union for Conservation of Nature and Natural Resources (IUCN) als nicht gefährdet (least concern) eingeordnet. Begründet wird dies mit dem sehr großen Verbreitungsgebiet und dem häufigen Vorkommen der Art. Potenzielle Gefährdungsrisiken für die Art sind nicht bekannt.

## Belege
1. 1 2 3 4  Darrin Lunde, Andrew T. Smith: Kazakhstan Vole. In: Andrew T. Smith, Yan Xie: A Guide to the Mammals of China. Princeton University Press, Princeton NJ 2008, ISBN 978-0-691-09984-2, S. 232.
2. 1 2 3  Microtus (Microtus) ilaeus. In: Don E. Wilson, DeeAnn M. Reeder (Hrsg.): Mammal Species of the World. A taxonomic and geographic Reference. 2 Bände. 3. Auflage. Johns Hopkins University Press, Baltimore MD 2005, ISBN 0-8018-8221-4.
3. 1 2 3 4  Microtus ilaeus in der Roten Liste gefährdeter Arten der IUCN 2016.2. Eingestellt von: A.T. Smith, C.H. Johnston, 2008. Abgerufen am 31. Oktober 2016.